# Pinggu
Pinggu (cinese semplificato: 平谷区; cinese tradizionale: 平谷區; mandarino pinyin: Pínggǔ Qū) è un distretto di Pechino. Ha una superficie di 1.075 km² e una popolazione di 416.000 abitanti al 2010.